# Claire Elizabeth Smith
Claire Elizabeth Smith (Chester, 1970) è una modella britannica, vincitrice dei concorsi di bellezza Miss Regno Unito nel 1992.
Ha rappresentato il Regno Unito in occasione del concorso di bellezza internazionale Miss Mondo 1992 a Sun City, in Sudafrica il 12 dicembre. La Smith è riuscita a classificarsi al secondo posto, dietro soltanto alla vincitrice Miss Russia, Julia Kourotchkina.
Successivamente Claire Elizabeth Smith ha condotto la cinquantunesima edizione di Miss Mondo nel 2001 in diretta da Sun City ed al fianco di Jerry Springer, e la cinquantaduesima edizione di Miss Mondo nel 2002 in diretta da Londra ed al fianco di Sean Kanan.